# زنابير تنية
زنابير تنّية (الاسم العلمي: Thynnidae) (المعروفة أيضًا باسم زنابير الزهرة)، هي فصيلة من الدبابير الانفرادية الكبيرة، يرقاتها هي طفيليات عالمية تقريبًا تتطفل على يرقات مختلف الخنافس، خاصة تلك الموجودة في فصيلة الجعليات. حتى وقت قريب، تم تصنيف أنواع هذه الفصيلة في فصيلة الزنابير التيفية، لكن العديد من الدراسات أكدت بشكل مستقل أن التنيات هي سلالة منفصلة.